# Partido Comunista de Suazilandia
El Partido Comunista de Suazilandia (en inglés: Communist Party of Swaziland) es un partido político de Suazilandia. Fue ilegalizado inmediatamente después de su fundación por el rey del país Mswati III, y opera desde el exilio en Kamhlushwa, en la vecina Sudáfrica.
El Partido afirma ser democrático, no racista y no sexista. Sus metas son, entre otras cosas, otorgar un estatus legal a todos los partidos políticos de Suazilandia, abolir la actual monarquía y salvaguardar los derechos de los trabajadores a organizarse y sindicarse.
Anteriormente existió otro partido comunista, conocido como SWACOPA, que fue fundado en 1994. Estaba liderado por Mphandlana Shongwe y Zakhe Genindza.
Este partido también sufrió represión por parte del régimen, siendo muchos de sus cuadros detenidos. Tras la retirada del decreto anti-partidos de 1973, este partido fue uno de los primeros en registrarse como partido político oficial.
- Datos: Q943149